# Grevillers (New Zealand) Memorial
Grevillers (New Zealand) Memorial is een herdenkingsmonument gelegen in de Franse gemeente Grévillers in het departement Pas-de-Calais. Het monument maakt deel uit van Grevillers British Cemetery en wordt onderhouden door de Commonwealth War Graves Commission.
Het monument herdenkt 446 Nieuw-Zeelandse officieren en manschappen die sneuvelden tussen maart en november 1918 en die geen gekend graf hebben.
Het is een van de acht Nieuw-Zeelandse herdenkingsmonumenten in Frankrijk en België.

## Graven

### Onderscheiden militairen
- de sergeanten Stanley Angus Kay, Frederick De Luen en Robert Johnstone; de korporaals Victor William Pearce, Charles Edward Town, Edward Coslett Johnston en Donald Cray en de soldaten George Cameron en Edward Mathew Leo werden onderscheiden met de Military Medal (MM).

### Aliassen
- schutter George William Gladwin Stead diende onder het alias H.F. Hill bij de New Zealand Rifle Brigade.
- schutter Joseph Scorringe diende onder het alias Joseph Scorringi bij de New Zealand Rifle Brigade.